# III. třída okresu Hradec Králové 2009/2010
V utkáních III. třídy okresu Hradec Králové 2009/2010, jedné ze skupin 9. nejvyšší fotbalové soutěže v Česku, se utkalo 14 týmů dvoukolovým systémem podzim – jaro. Tento ročník začal v srpnu 2009 a skončil v červnu 2010.
Postup do II. třídy okresu Hradec Králové 2010/2011 si zajistily první dva týmy FK Vysoká nad Labem a FC Nový Hradec Králové "B". Sestoupil poslední tým TJ Spartak Kosičky "B".

## Konečná tabulka III. třídy okresu Hradec Králové 2009/2010
| Poř. | Tým                              | Z  | V  | R | P  | VG  | OG | B  |
| ---- | -------------------------------- | -- | -- | - | -- | --- | -- | -- |
| 1.   | FK Vysoká nad Labem              | 26 | 23 | 2 | 1  | 107 | 16 | 71 |
| 2.   | FC Nový Hradec Králové "B" (N)   | 26 | 18 | 5 | 3  | 72  | 23 | 59 |
| 3.   | AFK Urbanice (N)                 | 26 | 16 | 3 | 7  | 64  | 42 | 51 |
| 4.   | RMSK Cidlina Nový Bydžov "C"     | 26 | 15 | 2 | 9  | 60  | 55 | 47 |
| 5.   | SK Slavia Libřice                | 26 | 13 | 5 | 8  | 48  | 37 | 44 |
| 6.   | TJ Sokol Skřivany                | 26 | 13 | 3 | 10 | 49  | 46 | 42 |
| 7.   | FC Spartak Kobylice "B"          | 26 | 10 | 6 | 10 | 47  | 54 | 36 |
| 8.   | FK Černilov "B"                  | 26 | 8  | 6 | 12 | 45  | 47 | 30 |
| 9.   | Sokol Lhota pod Libčany "B"      | 26 | 8  | 5 | 13 | 48  | 65 | 19 |
| 10.  | TJ Sokol Nové Město nad Cidlinou | 26 | 8  | 2 | 16 | 36  | 69 | 26 |
| 11.  | SK Starý Bydžov                  | 26 | 6  | 7 | 13 | 40  | 69 | 25 |
| 12.  | TJ Sokol Malšova Lhota           | 26 | 5  | 9 | 12 | 33  | 51 | 24 |
| 13.  | AFK Dobřenice                    | 26 | 5  | 6 | 15 | 30  | 57 | 21 |
| 14.  | TJ Spartak Kosičky "B"           | 26 | 1  | 5 | 20 | 18  | 66 | 8  |

Poznámky:
- Z = Odehrané zápasy; V = Vítězství; R = Remízy; P = Prohry; VG = Vstřelené góly; OG = Obdržené góly; B = Body; (S) = Mužstvo sestoupivší z vyšší soutěže; (N) = Mužstvo postoupivší z nižší soutěže (nováček)

|  | Postup do II. třídy okresu Hradec Králové 2010/2011 |
|  | Sestup do IV. třídy okresu Hradec Králové 2010/2011 |